# Tamias durangae
Tamias durangae е вид бозайник от семейство Катерицови (Sciuridae).